# Mercat de Sant Ildefons
El mercat de Sant Ildefons de Cornellà de Llobregat es va inaugurar el 15 de desembre de 1970. L'integren 125 establiments i 19 botigues, i compta amb una superfície comercial de 3.600 m² i una superfície total de 8.000 m². Té una estructura moderna i consta d'un mercat ambulant els dijous i dissabtes. Va ser ampliat el 2005.
Està ubicat en una de les zones més ben comunicades de la ciutat, al costat del metro, l'autopista A2, la sortida 14 de la Ronda de Dalt, Ronda del Litoral i 8 línies d'autobusos.